# Liste des monuments historiques de Gray
Ce tableau présente la liste de tous les monuments historiques classés ou inscrits dans la ville de Gray, Haute-Saône, en France.

## Liste
| Monument                                             | Adresse                     | Coordonnées                      | Notice         | Protection | Date | Illustration                                        |
| ---------------------------------------------------- | --------------------------- | -------------------------------- | -------------- | ---------- | ---- | --------------------------------------------------- |
| Basilique Notre-Dame de Gray                         | place de la Sous-Préfecture | 47° 26′ 47″ nord, 5° 35′ 29″ est | « PA00102180 » | Classé     | 1988 | Basilique Notre-Dame de Gray                        |
| Château de Gray Musée Baron Martin                   | 6 rue Pigalle               | 47° 26′ 47″ nord, 5° 35′ 35″ est | « PA00102177 » | Classé     | 1916 | Château de GrayMusée Baron Martin                   |
| Collège des Jésuites                                 | 73 Grande-Rue               | 47° 26′ 50″ nord, 5° 35′ 15″ est | « PA00102178 » | Inscrit    | 1984 | Collège des Jésuites                                |
| Couvent des carmélites                               | rue des Casernes            | 47° 26′ 41″ nord, 5° 35′ 34″ est | « PA00102179 » | Inscrit    | 1984 | Couvent des carmélites                              |
| Fontaine François-Devosge et Fontaine Romé-de-l'Isle | place Charles-de-Gaulle     | 47° 26′ 44″ nord, 5° 35′ 32″ est | « PA70000040 » | Inscrit    | 2000 | Fontaine François-Devosgeet Fontaine Romé-de-l'Isle |
| Fontaine Saint-Pierre-Fourier                        | 26 rue du Marché            | 47° 26′ 40″ nord, 5° 35′ 24″ est | « PA70000039 » | Inscrit    | 2000 | Fontaine Saint-Pierre-Fourier                       |
| Gare routière de Gray                                | 21 avenue Carnot            | 47° 26′ 52″ nord, 5° 35′ 46″ est | « PA00132862 » | Inscrit    | 1984 | Gare routière de Gray                               |
| Hôtel de Conflans                                    | 69, 71 Grande-Rue           | 47° 26′ 46″ nord, 5° 35′ 23″ est | « PA00102181 » | Inscrit    | 1987 | Hôtel de Conflans                                   |
| Hôtel Gauthiot d'Ancier (Gray)                       | 4, 6 et 8 rue du Marché     | 47° 26′ 45″ nord, 5° 35′ 28″ est | « PA00102182 » | Classé     | 1965 | Hôtel Gauthiot d'Ancier (Gray)                      |
| Hôtel des gouverneurs                                | 9 rue des Casernes          | 47° 26′ 42″ nord, 5° 35′ 33″ est | « PA00132608 » | Inscrit    | 1994 | Hôtel des gouverneurs                               |
| Hôtel Jobard                                         | 9 rue Jobard                | 47° 26′ 36″ nord, 5° 35′ 26″ est | « PA70000068 » | Inscrit    | 2004 | Hôtel Jobard                                        |
| Hôtel de ville                                       | place Charles-de-Gaulle     | 47° 26′ 42″ nord, 5° 35′ 31″ est | « PA00102183 » | Classé     | 1886 | Hôtel de ville                                      |
| Hôtel-Dieu de Gray                                   | 87 Grande-Rue               | 47° 26′ 48″ nord, 5° 35′ 22″ est | « PA70000036 » | Inscrit    | 2000 | Hôtel-Dieu de Gray                                  |
| Maison                                               | 10-12 rue du Marché         | 47° 26′ 41″ nord, 5° 35′ 26″ est | « PA00102187 » | Classé     | 2002 | Maison                                              |
| Maison                                               | 12 rue de l'Église          | 47° 26′ 45″ nord, 5° 35′ 31″ est | « PA00102185 » | Classé     | 1941 | Maison                                              |
| Maison                                               | 6 rue du Marché             | 47° 26′ 42″ nord, 5° 35′ 28″ est | « PA00102186 » | Inscrit    | 1942 | Maison                                              |
| Maison du Trépot                                     | 5 rue de la Malcouverte     | 47° 26′ 49″ nord, 5° 35′ 26″ est | « PA00102301 » | Inscrit    | 1989 | Maison du Trépot                                    |
| Maison Noir-Anney                                    | 19 Grande-Rue               | 47° 26′ 37″ nord, 5° 35′ 23″ est | « PA00102184 » | Inscrit    | 1988 | Maison Noir-Anney                                   |
| Maison Trayvou                                       | 15 à 18 quai Villeneuve     | 47° 27′ 04″ nord, 5° 35′ 00″ est | « PA70000060 » | Inscrit    | 2002 | Image manquante Téléverser                          |
| Monument aux morts de Gray                           | place de la République      | 47° 26′ 29″ nord, 5° 35′ 30″ est | « PA70000123 » | Inscrit    | 2022 | Image manquante Téléverser                          |
| Palais de Justice de Gray                            | 15 rue Maurice-Signard      | 47° 26′ 44″ nord, 5° 35′ 37″ est | « PA70000037 » | Inscrit    | 2000 | Palais de Justice de Gray                           |
| Refuge de l'abbaye de Corneux                        | 87-89 rue Vanoise           | 47° 26′ 48″ nord, 5° 35′ 41″ est | « PA70000035 » | Inscrit    | 2000 | Refuge de l'abbaye de Corneux                       |
| Théâtre de Gray                                      | 30 rue Victor-Hugo          | 47° 26′ 32″ nord, 5° 35′ 28″ est | « PA00102188 » | Classé     | 1984 | Théâtre de Gray                                     |